# Puttschino (Kursk)
Puttschino (russisch Путчино) ist ein Dorf (derewnja) in der Oblast Kursk in Russland. Es gehört zum Rajon Fatesch und zur Landgemeinde (selskoje posselenije) Rusanowski selsowjet.

## Geographie
Der Ort liegt gut 58 km Luftlinie nordwestlich des Oblastverwaltungszentrums Kursk im südwestlichen Teil der Mittelrussischen Platte, 13,5 km nordwestlich des Rajonverwaltungszentrums Fatesch, 12,5 km vom Sitz des Dorfsowjet – Bassowka, 96 km von der Grenze zwischen Russland und der Ukraine, am Fluss Puttschinka (linker Nebenfluss der Krasawka im Becken der Swapa).

### Klima
Das Klima im Ort ist wie im Rest des Rajons kalt und gemäßigt. Es gibt während des Jahres eine erhebliche Niederschlagsmenge. Dfb lautet die Klassifikation des Klimas nach Köppen und Geiger.

## Bevölkerungsentwicklung
| Jahr | Einwohner |
| ---- | --------- |
| 1979 | 415       |
| 2002 | 175       |
| 2010 | 93        |

Anmerkung: Volkszählungsdaten

## Verkehr
Puttschino liegt 9,5 km von der Fernstraße föderaler Bedeutung M2 „Krim“ als Teil der Europastraße E105, 7 km von der Straße regionaler Bedeutung 38K-038 (Fatesch – Dmitrijew), an der Straße interkommunaler Bedeutung 38N-675 (38K-038 – Nischni Reut – Puttschino) und 20 km von der nächsten Eisenbahnhaltestelle 34 km (Eisenbahnstrecke Arbusowo – Luschki-Orlowskije) entfernt.
Der Ort liegt 179 km vom internationalen Flughafen von Belgorod entfernt.